# オキサゾリジンジオン
オキサゾリジンジオン（英: Oxazolidinedione）は複素環式化合物の一種である。本物質の誘導体は下図のような抗てんかん薬や、ファモキサドンやペントキサゾンなどの農薬の原料となる。

ジメタジオン
エタジオン
パラメタジオン
トリメタジオン